# Leenderstrijp
Leenderstrijp (Brabants: Linderstrijp of Streejp) is een buurtschap behorende bij het dorp Leende, ten zuidoosten van Eindhoven en in het zuidoosten van de Nederlandse provincie Noord-Brabant. In 2007 telde Leenderstrijp 480 inwoners.
Sedert 1997 is Leenderstrijp onderdeel van de gemeente Heeze-Leende. Daarvoor behoorde de buurtschap tot de gemeente Leende.

## Etymologie
De naam 'Strijp' betekent 'streep' of 'rij' en heeft betrekking op een reeks boerderijen.

## Geschiedenis
De eerste bewoning vond plaats in het neolithicum (4000-1500 v.Chr.). Ook werden urnenvelden uit de bronstijd (1500-750 v.Chr.) gevonden. Vermoedelijk hebben er sindsdien altijd mensen gewoond, die in de middeleeuwen een herdgang vormden welke onafhankelijk van Leende was, waarvan de hoeven gelegen waren tussen de Strijper Aa en de hogere zandgronden.
Leenderstrijp ontwikkelde zich tot een langgerekte verzameling boerderijen met een driehoekig plein, het 'Kaetsveld', als middelpunt. Hierop stond een lindeboom. De (voor)laatste boom heette de Spokenboom. Het was een gekandelaberde boom in drie etages, mogelijk verwijzend naar de Drievuldigheid. Ten gevolge van een schimmelziekte braken er sinds 2004 takken af, waarna de boom in 2006 werd verwijderd. De markante boom was tussen 200 en 250 jaar oud.
De Sint-Janskapel van Leenderstrijp is vermoedelijk gesticht door de heer van Heeze en Leende. In 1440 werd ze voor het eerst vernoemd, door Philips van Horne, maar ze bestond toen waarschijnlijk al enige tijd. De kapel, die oorspronkelijk zowel aan Johannes de Doper als Johannes de Evangelist was gewijd, had een eigen kapelaan. Er zouden ook bedevaarten naar de kapel zijn geweest. Doch in 1648 werd de kapel genaast door de protestanten en waren de katholieken aangewezen op grenskerken in de bossen bij Nederweert. In 1656 werd een grenskerk op de Beverbeekse Heide bij Achel gesticht.
Hoewel de kapel hierna nog meerdere malen is gerepareerd, raakte ze ten slotte in verval, mede omdat uiteindelijk de inkomsten van de kapel naar de baron van Heeze werden gesluisd. Toen dan tijdens de Bataafse Republiek de godsdienstvrijheid werd ingesteld, wilden de Strijpenaren weer een eigen kapel. De kerkelijke autoriteiten gaven er echter de voorkeur aan om de parochiekerk van Leende te herstellen, wat hoge onkosten met zich meebracht. Niettemin werd de oude kapel gesloopt en werd omstreeks 1843 de nieuwe, huidige, Sint-Janskapel gebouwd, die iets ten westen van Leenderstrijp ligt. Sedert 1962 werd er een jaarlijkse mis voor het schuttersgilde opgedragen, en in 1973 werd de kapel, die Rijksmonument is, gerestaureerd. H.N.C. van Tuyll van Serooskerken, baron van Heeze sedert 1955, heeft nimmer van de inkomsten van de kapel gebruikgemaakt en sedert 1973 worden ze, op zijn verzoek, aan de pastoor van Leende uitgekeerd.

## Bezienswaardigheden
- Buiten de buurtschap gelegen Sint-Janskapel uit 1843. Uit de eerdere kapel is een 16e-eeuwse Sint-Jansschotel bewaard gebleven, versierd met 18e-eeuwse polychromie. De kapel is omringd door hoogopgaand geboomte, bestaande uit zomereik en Hollandse linde.
- De Heimolen, replica van een standerdmolen.
- Tal van langgevelboerderijen, die met elkaar het dorpsbeeld vormen. Hieronder een lijst van de merkwaardigste hoeven:
  - Strijperstraat 24a/26. Langgevelboerderij uit 1735 of 1738.
  - Strijperstraat 25. Langgevelboerderij uit 1820
  - Strijperstraat 36. Langgevelboerderij uit 1856.
  - Strijperstraat 38. Langgevelboerderij uit het eind van de 18e eeuw. Een balk bevat het jaartal 1610. Voor de hoeve staan eeuwenoude linden.
  - Strijperstraat 42. Langgevelboerderij uit het begin van de 18e eeuw, deels nog in een oude steensoort uitgevoerd.
  - Strijperstraat 44. Langgevelboerderij uit het begin van de 18e eeuw. Ze bevat een binnendeur met jaartal 1730.
  - Riesten 2. Langgevelboerderij uit 1818 en Rijksmonument.
  - Strijperstraat 50. Langgevelboerderij uit 1900.
  - Strijperstraat 59. Langgevelboerderij uit de tweede helft van de 18e eeuw.
  - Zaalstraat 1. Langgevelboerderij uit het begin van de 18e eeuw.
  - Klooster 1. Langgevelboerderij uit 1857.
  - Klooster 16. Langgevelboerderij uit de 19e eeuw. Er wordt beweerd dat hier bij het graven van de kelder stenen van de oude Sint-Janskapel tevoorschijn zijn gekomen.
  - Heerstraat 2. Langgevelboerderij uit de 19e eeuw.

## Natuur en landschap
Het langgerekte Leenderstrijp wordt gekenmerkt door natte natuurgebieden in het beekdal van de Strijper Aa die ten oosten van de buurtschap stroomt. Ten zuiden van Leenderstrijp heeft deze beek haar brongebied.
In 1973 heeft ruilverkaveling Budel-Strijper Aa plaatsgevonden, waarbij veel verloren is gegaan. De Strijper Aa is goeddeels rechtgetrokken.
- De Strijperheg is een afwisselend broekgebiedje aan een zijtak van de Strijper Aa. Tot 1928 was het gebied in gemeenschappelijk gebruik bij de bewoners van Leenderstrijp, ook nu nog is het gemeentelijk bezit. De kern is een rietmoeras- en broekbosgebied waaromheen cultuurgronden liggen. Tijdens de Tweede Wereldoorlog waren er klotputten, waaruit door de bevolking klot (halfvergane plantenresten) werd gebaggerd dat na droging als brandstof kon worden gebruikt. Hoewel na de Tweede Wereldoorlog geen klot meer werd gebaggerd, bleef een plas bestaan die echter geleidelijk aan weer verlandde.

- De Goorse Putten, de Dolingerputten, de Putten, de Broeken en de Riesten zijn andere natuurgebieden waar nog restanten van klotputten bestaan. In de Goorse Putten is slangenwortel te vinden.

- Ten westen van Leenderstrijp vindt men het Leenderbos en de Groote Heide, een zeer groot bosgebied met diverse vennen en geïsoleerde heidegebieden, in het zuiden overgaand in een heidegebied dat doorloopt tot de Achelse Kluis.

Leenderstrijp is een knooppunt van wandel- en fietsroutes.

## Economie
Hoewel Leenderstrijp tegenwoordig vooral leeft van landbouw en toerisme, woonden er vroeger ook teuten en valkeniers, die het soms tot aanzienlijke welstand brachten. Beiden kwamen op vanaf de 17e eeuw en verdwenen geleidelijk in de 19e eeuw.

## Gemeenschapsleven

### Scholen
Basisschool Sint Jan

### Verenigingen en stichtingen
- Stichting Buurtschap Strijp.
- Agrarische natuurvereniging Hei Heg & Hoogeind.
- Gilde Sint Jan Baptista.
- Muziekkapel Het Strijps Kapelleke.
- Vrienden van de Sint Jan school
- Vogelwacht Paaldijk.
- Stichting Behoud Strijp Kermis.
- Jagersvereniging Sint Jan.
- Stichting Leende Natuurlijk. (SLN)
- Carnavalsvereniging C.V. De Mafketels.
- Carnavalvereniging C.V. De Smeerkezen.
- Verbruikersvereniging St. Jan Coop u.a.

## Nabijgelegen kernen
Leende, Maarheeze, Soerendonk, Achelse Kluis